# Cornelius Lanczos
Cornelius Lanczos  (pronúncia: [ˈlaːntszoʃ]; Kornél Löwy, Kornél Lánczos) (Székesfehérvár, 2 de fevereiro de 1893 – Budapeste, 25 de junho de 1974), foi um matemático e físico húngaro.
A tese de doutorado de Lanczos (1921) foi sobre teoria da relatividade. Em 1924 ele descobriu uma solução exata das equação de campos de Einstein que representa uma configuração de partículas com simetria cilíndrica rígida rotacionando. Isto foi posteriormente redescoberto por Willem Jacob van Stockum e é atualmente conhecida como poeira de van Stockum.
Trabalhando em Los Angeles no National Bureau of Standards após 1949, Lanczos desenvolveu uma série de técnicas para cálculos matemáticos utilizando computadores digitais, incluindo:
- o algoritmo de Lanczos para encontrar autovalores de matrizes simétricas.
- a aproximação de Lanczos para a função gama.
- o método do gradiente conjugado para resolução de sistema de equações lineares

Em 1962, Lanczos mostrou que o tensor de Weyl, que tem grande  importância na relatividade geral, pode ser obtido a partir tensor potencial, o chamado potencial de Lanczos.
Durante a era McCarthy, Lanczos esteve sob suspeita do governo norte-americano devido a possíveis ligações comunistas. Em 1952 ele decidiu deixar os Estados Unidos e se mudou para a School of Theoretical Physics no Dublin Institute for Advanced Studies na Irlanda, onde sucedeu  Schrödinger.

## Livros
- Applied Analysis, 1956.
- The Variational Principles of Mechanics, 1949, 4ª Ed. 1970.